# Cristóbal López Romero
Cristóbal López Romero, SDB (Vélez-Rubio, Almeria, 19 de maig de 1952) és un sacerdot salesià nomenat arquebisbe de Rabat pel Papa Francesc el desembre del 2017.
Quan era petit la seva família es traslladà a viure a Badalona, on estudià amb els salesians, amb qui va fer la professió perpètua el 2 d'agost de 1974. Es llicencià en periodisme a la UAB i va fer els estudis de teologia al seminari salesià de Barcelona.
Va viure 11 anys a la comunitat de Salesians que la congregació tenia al barri obrer de La Verneda. Allà va treballar amb la comunitat gitana i amb els joves.
El 1984, amb 32 anys, demana anar a missions i de seguida marxa al Paraguai, on passa 18 anys, entre 1994 i el 2000 com a provincial. A Paraguai fou president de la conferència de religiosos, assessor del Ministeri d'Educació, i va fundar l'Associació de Comunicadors Catòlics de Paraguai.
Entre 2003 i 2010 va ser responsable de la comunitat salesiana, l'escola i el centre de formació professional Don Bosco a Kenitra, a 50 km de Rabat. També fou membre del consell presbiterial i del consell diocesà per l'educació catòlica.
Després fou provincial salesià de Bolívia del 2011 al 2014. Des del 2014 va ser provincial de la Inspectoria salesiana Maria Auxiliadora amb seu a Sevilla.
El 2017 fou nomenat arquebisbe de Rabat en substitució de Vincent Landel, que va ser arquebisbe de Rabat des del 2001 i que va presentar la renúncia quan va fer 75 anys. L'any 2019 va ser nomenat cardenal pel Papa Francesc.